# Vernonia philippinensis
Vernonia philippinensis là một loài thực vật có hoa trong họ Cúc. Loài này được Rolfe miêu tả khoa học đầu tiên năm 1884.